# Aşağıfındıklı, Sungurlu
Aşağıfındıklı là một xã thuộc huyện Sungurlu, tỉnh Çorum, Thổ Nhĩ Kỳ. Dân số thời điểm năm 2010 là 1.452 người.